# Calotomus japonicus
 Calotomus japonicus és una espècie de peix de la família dels escàrids i de l'ordre dels perciformes que es troba al sud del Japó i a les costes continentals asiàtiques properes.

## Morfologia
Els mascles poden assolir els 39 cm de longitud total.